# Dominykas Galkevičius
Dominykas Galkevičius (ur. 16 października 1986 w Janowie) – litewski piłkarz występujący na pozycji pomocnika w FK Kauno Žalgiris.